# Coppa del Mondo di ginnastica ritmica 2021
La Coppa del Mondo di ginnastica ritmica 2021  comprende quattro eventi World Cup e tre eventi World Challenge Cup e si svolgerà tra l'Europa e l'Asia.
I punti delle quattro migliori prestazioni negli eventi di World Cup ottenuti da ogni partecipante vengono raccolti e sommati. In base al totale verranno quindi premiate per ogni categoria le atlete che avranno ottenuto più punti, durante la tappa finale.

## Calendario
| Data          | Evento                  | Location    |
| ------------- | ----------------------- | ----------- |
| 26-28 marzo   | FIG World Cup           | Sofia       |
| 16-18 aprile  | FIG World Cup           | Tashkent    |
| 7-9 maggio    | FIG World Cup           | Baku        |
| 28-30 maggio  | FIG World Cup           | Pesaro      |
| 2-4 luglio    | FIG World Challenge Cup | Minsk       |
| 9-11 luglio   | FIG World Challenge Cup | Mosca       |
| 15-17 ottobre | FIG World Challenge Cup | Cluj-Napoca |

## Vincitrici

### Concorso generale

#### Individualiste
| Competizioni        | Oro               | Argento            | Bronzo              |
| ------------------- | ----------------- | ------------------ | ------------------- |
| World Cup           |                   |                    |                     |
| Sofia               | Linoy Ashram      | Borjana Kalejn     | Alina Harnas'ko     |
| Tashkent            | Dina Averina      | Arina Averina      | Anastasija Salos    |
| Baku                | Dar'ja Trubnikova | Borjana Kalejn     | Lala Kramarenko     |
| Pesaro              | Dina Averina      | Arina Averina      | Alina Harnas'ko     |
| World Challenge Cup |                   |                    |                     |
| Minsk               | Alina Harnas'ko   | Lala Kramarenko    | Anastasija Salos    |
| Mosca               | Dina Averina      | Lala Kramarenko    | Ekaterina Vedeneeva |
| Cluj-Napoca         | Borjana Kalejn    | Milena Baldassarri | Dar'ja Trubnikova   |

#### Gara a squadre
| Competizioni        | Oro        | Argento     | Bronzo      |
| ------------------- | ---------- | ----------- | ----------- |
| World Cup           |            |             |             |
| Sofia               | Bulgaria   | Azerbaigian | Giappone    |
| Tashkent            | Uzbekistan | Israele     | Bielorussia |
| Baku                | Bulgaria   | Italia      | Bielorussia |
| Pesaro              | Russia     | Bulgaria    | Bielorussia |
| World Challenge Cup |            |             |             |
| Minsk               | Israele    | Bulgaria    | Uzbekistan  |
| Mosca               | Russia     | Giappone    | Uzbekistan  |
| Cluj-Napoca         | Italia     | Germania    | Francia     |

### Finali di specialità

#### Cerchio
| Competizioni        | Oro             | Argento           | Bronzo                 |
| ------------------- | --------------- | ----------------- | ---------------------- |
| World Cup           |                 |                   |                        |
| Sofia               | Borjana Kalejn  | Anastasija Salos  | Linoy Ashram           |
| Tashkent            | Dina Averina    | Sofia Raffaeli    | Anastasija Salos       |
| Baku                | Linoy Ashram    | Dar'ja Trubnikova | Alina Harnas'ko        |
| Pesaro              | Dina Averina    | Linoy Ashram      | Arina Averina          |
| World Challenge Cup |                 |                   |                        |
| Minsk               | Alina Harnas'ko | Anastasija Salos  | Lala Kramarenko        |
| Mosca               | Dina Averina    | Lala Kramarenko   | Jelizaveta Polstjanaja |
| Cluj-Napoca         | Borjana Kalejn  | Irina Annenkova   | Dar'ja Trubnikova      |

#### Palla
| Competizioni        | Oro                      | Argento           | Bronzo                   |
| ------------------- | ------------------------ | ----------------- | ------------------------ |
| World Cup           |                          |                   |                          |
| Sofia               | Linoy Ashram             | Alina Harnas'ko   | Borjana Kalejn           |
| Tashkent            | Arina Averina            | Dina Averina      | Alina Harnas'ko          |
| Baku                | Alexandra Agiurgiuculese | Dar'ja Trubnikova | Borjana Kalejn           |
| Pesaro              | Linoy Ashram             | Dina Averina      | Arina Averina            |
| World Challenge Cup |                          |                   |                          |
| Minsk               | Alina Harnas'ko          | Lala Kramarenko   | Anastasija Salos         |
| Mosca               | Dina Averina             | Lala Kramarenko   | Ekaterina Vedeneeva      |
| Cluj-Napoca         | Borjana Kalejn           | Dar'ja Trubnikova | Alexandra Agiurgiuculese |

#### Clavette
| Competizioni        | Oro             | Argento         | Bronzo              |
| ------------------- | --------------- | --------------- | ------------------- |
| World Cup           |                 |                 |                     |
| Sofia               | Borjana Kalejn  | Sofia Raffaeli  | Katrin Taseva       |
| Tashkent            | Arina Averina   | Dina Averina    | Alina Harnas'ko     |
| Baku                | Linoy Ashram    | Borjana Kalejn  | Lala Kramarenko     |
| Pesaro              | Arina Averina   | Linoy Ashram    | Dina Averina        |
| World Challenge Cup |                 |                 |                     |
| Minsk               | Alina Harnas'ko | Lala Kramarenko | Nicol Zelikman      |
| Mosca               | Dina Averina    | Lala Kramarenko | Ekaterina Vedeneeva |
| Cluj-Napoca         | Borjana Kalejn  | Irina Annenkova | Dar'ja Trubnikova   |

#### Nastro
| Competizioni        | Oro             | Argento            | Bronzo                   |
| ------------------- | --------------- | ------------------ | ------------------------ |
| World Cup           |                 |                    |                          |
| Sofia               | Borjana Kalejn  | Anastasija Salos   | Sofia Raffaeli           |
| Tashkent            | Alina Harnas'ko | Sofia Raffaeli     | Dina Averina             |
| Baku                | Borjana Kalejn  | Alina Harnas'ko    | Katrin Taseva            |
| Pesaro              | Arina Averina   | Dina Averina       | Alina Harnas'ko          |
| World Challenge Cup |                 |                    |                          |
| Minsk               | Lala Kramarenko | Anastasija Salos   | Chrystyna Pohranyčna     |
| Mosca               | Dina Averina    | Lala Kramarenko    | Ekaterina Vedeneeva      |
| Cluj-Napoca         | Borjana Kalejn  | Milena Baldassarri | Alexandra Agiurgiuculese |

#### 5 palle
| Competizioni        | Oro        | Argento     | Bronzo      |
| ------------------- | ---------- | ----------- | ----------- |
| World Cup           |            |             |             |
| Sofia               | Bulgaria   | Giappone    | Russia      |
| Tashkent            | Uzbekistan | Bielorussia | Israele     |
| Baku                | Bulgaria   | Italia      | Azerbaigian |
| Pesaro              | Italia     | Russia      | Giappone    |
| World Challenge Cup |            |             |             |
| Minsk               | Bulgaria   | Israele     | Bielorussia |
| Mosca               | Russia     | Uzbekistan  | Giappone    |
| Cluj-Napoca         | Italia     | Germania    | Francia     |

#### 3 cerchi e 4 clavette
| Competizioni        | Oro         | Argento    | Bronzo      |
| ------------------- | ----------- | ---------- | ----------- |
| World Cup           |             |            |             |
| Sofia               | Bulgaria    | Giappone   | Azerbaigian |
| Tashkent            | Bielorussia | Uzbekistan | Israele     |
| Baku                | Bulgaria    | Italia     | Bielorussia |
| Pesaro              | Italia      | Russia     | Israele     |
| World Challenge Cup |             |            |             |
| Minsk               | Israele     | Bulgaria   | Uzbekistan  |
| Mosca               | Russia      | Uzbekistan | Giappone    |
| Cluj-Napoca         | Italia      | Germania   | Francia     |